# 광주 북구의 국회의원

## 행정구역 변천
- 1980년 4월 1일 광주시 동구 중흥동·우산동·풍향동·두암동·각화동·문흥동·오치동·삼각동·매곡동·덕의동·충효동·금곡동·망월동·청풍동·화암동·장등동·운정동, 서구 유동·누문동·북동·임동·신안동·용봉동·동림동·운암동·본촌동·일곡동·양산동·연제동·신용동·용두동·지야동·태령동·수곡동·효령동·용전동·용강동·생용동·월출동·대촌동·오룡동에 전라남도 광주시 북구 설치
- 1986년 11월 1일 광주직할시 북구
- 1995년 1월 1일 광주광역시 북구

## 광주 북구의 역대 국회의원 일람
| 대수   | 이름           | 소속정당       | 임기                              | 선거구역 |
| ------ | -------------- | -------------- | --------------------------------- | --- |
| 제11대 | 심상우(沈相宇) | 민주정의당     | 1981년 4월 11일 ~ 1983년 10월 9일 | 광주시 동구·북구 일원(제1선거구) |
| 제11대 | 임재정(林在正) | 민주한국당     | 1981년 4월 11일 ~ 1985년 4월 10일 | 광주시 동구·북구 일원(제1선거구) |
| 제12대 | 신기하(辛基夏) | 신한민주당     | 1985년 4월 11일 ~ 1988년 5월 29일 | 광주시 동구·북구 일원(제1선거구) |
| 제12대 | 고귀남(高貴男) | 민주정의당     | 1985년 4월 11일 ~ 1988년 5월 29일 | 광주시 동구·북구 일원(제1선거구) |
| 제13대 | 정웅(鄭雄)     | 평화민주당     | 1988년 5월 30일 - 1992년 5월 29일 | 북구 일원 |
| 제14대 | 박광태(朴光泰) | 민주당         | 1992년 5월 30일 - 1996년 5월 29일 | 북구 갑: 중흥1동, 중흥2동, 중흥3동, 우산동, 풍향1동, 풍향2동, 문화동, 두암1동, 두암2동, 충효동, 청옥동, 장운동                                          |
| 제14대 | 이길재(李吉載) | 민주당         | 1992년 5월 30일 - 1996년 5월 29일 | 북구 을: 유동, 누문동, 북동, 임동, 신안동, 용봉동, 동운1동, 동운2동, 서산동, 본촌동, 우치동, 삼소동                                                     |
| 제15대 | 박광태(朴光泰) | 새정치국민회의 | 1996년 5월 30일 - 2000년 5월 29일 | 북구 갑: 중흥1동, 중흥2동, 중흥3동, 우산동, 풍향1동, 풍향2동, 문화동, 문흥1동, 문흥2동, 두암1동, 두암2동, 두암3동, 충효동, 청옥동, 장운동               |
| 제15대 | 이길재(李吉載) | 새정치국민회의 | 1996년 5월 30일 - 2000년 5월 29일 | 북구 을: 유동, 누문동, 북동, 임동, 신안동, 용봉동, 동운1동, 동운2동, 동운3동, 서산동, 오치동, 본촌동, 우치동, 삼소동                                    |
| 제16대 | 박광태(朴光泰) | 새천년민주당   | 2000년 5월 30일 - 2002년 6월 30일 | 북구 갑: 중흥1동, 중흥2동, 중흥3동, 중앙동, 신안동, 우산동, 풍향동, 문화동, 문흥1동, 문흥2동, 두암1동, 두암2동, 두암3동, 석곡동                         |
| 제16대 | 김상현(金相賢) | 새천년민주당   | 2002년 8월 9일 - 2004년 5월 29일  | 북구 갑: 중흥1동, 중흥2동, 중흥3동, 중앙동, 신안동, 우산동, 풍향동, 문화동, 문흥1동, 문흥2동, 두암1동, 두암2동, 두암3동, 석곡동                         |
| 제16대 | 김태홍(金泰弘) | 새천년민주당   | 2000년 5월 30일 - 2004년 5월 29일 | 북구 을: 임동, 용봉동, 운암1동, 운암2동, 운암3동, 동림동, 서산동, 매곡동, 오치1동, 오치2동, 건국동                                                      |
| 제17대 | 강기정(姜琪正) | 열린우리당     | 2004년 5월 30일 - 2008년 5월 29일 | 북구 갑: 중흥1동, 중흥2동, 중흥3동, 중앙동, 신안동, 우산동, 풍향동, 문화동, 문흥1동, 문흥2동, 두암1동, 두암2동, 두암3동, 석곡동                         |
| 제17대 | 김태홍(金泰弘) | 열린우리당     | 2004년 5월 30일 - 2008년 5월 29일 | 북구 을: 임동, 용봉동, 운암1동, 운암2동, 운암3동, 동림동, 삼각동, 일곡동, 매곡동, 오치1동, 오치2동, 건국동                                              |
| 제18대 | 강기정(姜琪正) | 통합민주당     | 2008년 5월 30일 - 2012년 5월 29일 | 북구 갑: 중흥1동, 중흥2동, 중흥3동, 중앙동, 신안동, 우산동, 풍향동, 문화동, 문흥1동, 문흥2동, 두암1동, 두암2동, 두암3동, 석곡동                         |
| 제18대 | 김재균(金載均) | 통합민주당     | 2008년 5월 30일 - 2012년 5월 29일 | 북구 을: 임동, 용봉동, 운암1동, 운암2동, 운암3동, 동림동, 삼각동, 일곡동, 매곡동, 오치1동, 오치2동, 건국동                                              |
| 제19대 | 강기정(姜琪正) | 민주통합당     | 2012년 5월 30일 - 2016년 5월 29일 | 북구 갑: 중흥1동, 중흥2동, 중흥3동, 중앙동, 신안동, 우산동, 풍향동, 문화동, 문흥1동, 문흥2동, 두암1동, 두암2동, 두암3동, 석곡동                         |
| 제19대 | 임내현(林來玄) | 민주통합당     | 2012년 5월 30일 - 2016년 5월 29일 | 북구 을: 임동, 용봉동, 운암1동, 운암2동, 운암3동, 동림동, 삼각동, 일곡동, 매곡동, 오치1동, 오치2동, 건국동                                              |
| 제20대 | 김경진(金京鎭) | 국민의당       | 2016년 5월 30일 - 2020년 5월 29일 | 북구 갑: 중흥1동, 중흥2동, 중흥3동, 중앙동, 임동, 신안동, 우산동, 풍향동, 문화동, 문흥1동, 문흥2동, 두암1동, 두암2동, 두암3동, 오치1동, 오치2동, 석곡동 |
| 제20대 | 최경환(崔敬煥) | 국민의당       | 2016년 5월 30일 - 2020년 5월 29일 | 북구 을: 용봉동, 운암1동, 운암2동, 운암3동, 동림동, 삼각동, 일곡동, 매곡동, 건국동, 양산동                                                              |
| 제21대 | 조오섭(曺五燮) | 더불어민주당   | 2020년 5월 30일 ~ 2024년 5월 29일 | 북구 갑: 중흥1동, 중흥2동, 중흥3동, 중앙동, 임동, 신안동, 우산동, 풍향동, 문화동, 문흥1동, 문흥2동, 두암1동, 두암2동, 두암3동, 오치1동, 오치2동, 석곡동 |
| 제21대 | 이형석(李炯錫) | 더불어민주당   | 2020년 5월 30일 ~ 2024년 5월 29일 | 북구 을: 용봉동, 운암1동, 운암2동, 운암3동, 동림동, 삼각동, 일곡동, 매곡동, 건국동, 양산동                                                              |
| 제22대 | 정준호(鄭俊鎬) | 더불어민주당   | 2024년 5월 30일 ~ 현재            | 북구 갑: 중흥1동, 중흥2동, 중흥3동, 중앙동, 임동, 신안동, 우산동, 풍향동, 문화동, 문흥1동, 문흥2동, 두암1동, 두암2동, 두암3동, 오치1동, 오치2동, 석곡동 |
| 제22대 | 전진숙(全眞淑) | 더불어민주당   | 2024년 5월 30일 ~ 현재            | 북구 을: 용봉동, 운암1동, 운암2동, 운암3동, 동림동, 삼각동, 일곡동, 매곡동, 건국동, 양산동                                                              |

## 같이 보기
- 광주 동구의 국회의원
- 광주 서구의 국회의원
- 광주 남구의 국회의원
- 광주 광산구의 국회의원
- 북구 (광주 선거구)
- 북구 갑 (광주)
- 북구 을 (광주)